# Chelsea Blue

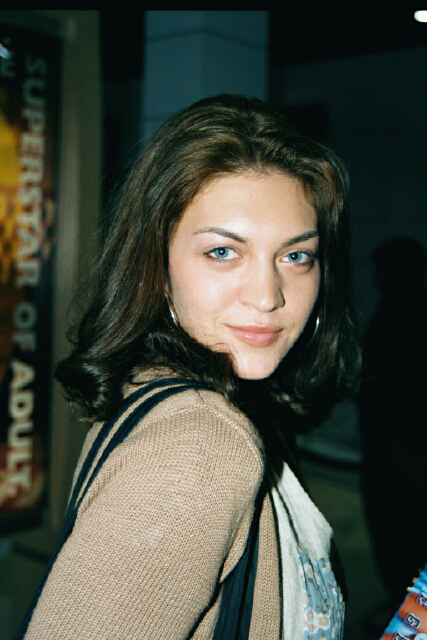
Chelsea Blue auf der Adult Entertainment Expo 2002

Chelsea Blue (* 16. November 1976 als Sarah Myrtle Hostetler in Ithaca, New York) ist eine ehemalige US-amerikanische Pornodarstellerin und Schauspielerin.

## Leben
In ihrer aktiven Zeit als Pornodarstellerin zwischen 1995 und 2005 spielte sie laut IAFD in 122 Filmen mit, wobei sie an vielen dieser Filme nicht an sexuellen Darstellungen beteiligt war und nach einigen härteren Darbietungen in ihrer Anfangszeit ab 1998 nur noch als lesbische Darstellerin tätig war. Ihre Karriere begann mit einer Szene in Sodomizer 2 von Rodney Moore. Später spielte sie in sehr erfolgreichen Produktionen wie The Fashionistas oder Snoop Dogg’s Hustlaz: Diary of a Pimp, dem erfolgreichsten Pornofilm des Jahres 2003, und der Fortsetzung Doggystyle 2 – Diary of a Pimp mit. Für ihr Wirken in diesen Filmen wurde sie zwei Mal für einen AVN Award nominiert, gewann jedoch keinen. Neben ihrem hauptsächlich benutzten Künstlernamen Chelsea Blue benutzte sie auch die Pseudonyme Amber Karney, Brook LaVelle oder Brooke Larele.
Neben ihren Auftritten in Hardcore-Pornofilmen trat Chelsea Blue auch in mehreren Softcorefilmen auf. So spielte sie 2002 die Hauptrolle der Gabriella in Castle Eros und 2003 als Abby im Drama Behind Bedroom Doors. Außerdem betrieb sie mit ihrer Kollegin Taylor St. Claire eine Website als Domina.

## Auszeichnungen und Nominierungen

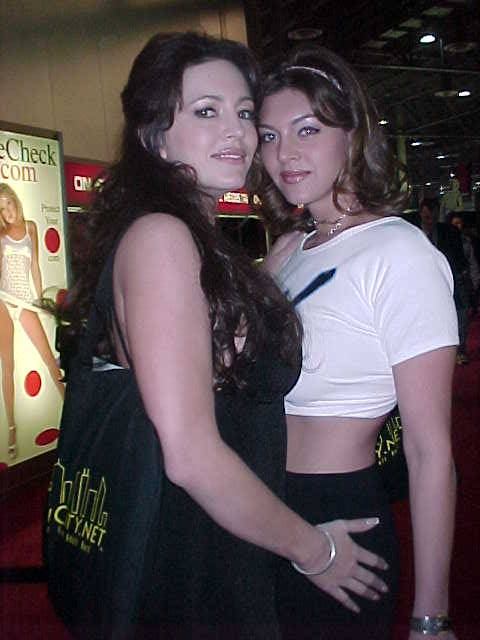
Blue (rechts) mit Kollegin Taylor St. Claire auf der Internext Expo 2000

- 2003 Nominierung zum AVN Award für Best Tease Performance in The Fashionistas (mit Taylor St. Claire and Gia)[4]
- 2004 Nominierung zum AVN Award für Best Non-Sex Performance – Film or Video in Snoop Dogg’s Hustlaz: Diary of a Pimp[5]

## Filmografie (Auswahl)
- 1995: Sodomizer 2
- 1997: Chelsea Blue
- 2001: Struggles of Chelsea Blue
- 2002: The Fashionistas
- 2002: Snoop Dogg’s Hustlaz: Diary of a Pimp
- 2002: Castle Eros
- 2002: Sinful Desires
- 2003: Behind Bedroom Doors